# Ciencia de materiales
La ciencia de materiales es la disciplina científica encargada de investigar la relación entre la estructura y las propiedades de los materiales. Paralelamente, conviene matizar que la ingeniería de materiales se fundamenta en esta, las relaciones propiedades-estructura-procesamiento-funcionamiento, y diseña o proyecta alguna estructura posible del material, para conseguir un conjunto predeterminado de propiedades.

La ciencia de materiales es, por ello mismo, un campo multidisciplinario que estudia los conocimientos fundamentales sobre las propiedades físicas macroscópicas de los materiales y los aplica en varias áreas de la ciencia y la ingeniería, consiguiendo que estos puedan ser utilizados en obras, máquinas y herramientas diversas, o convertidos en productos necesarios o requeridos por la sociedad. Incluye elementos de la química y física, así como las ingenierías química, mecánica, civil, eléctrica, medicina, industrial, biología y ciencias ambientales. Con la atención de los medios puesta en la nanociencia y la nanotecnología en los últimos años, la ciencia de los materiales ha sido impulsada en muchas universidades. 

Tetraedro de la ciencia de materiales, que refleja las diferentes disciplinas de esta ciencia: Estructura, proceso, funcionamiento y propiedades.

A pesar de los espectaculares progresos en el conocimiento y en el desarrollo de los materiales en los últimos años, el permanente desafío tecnológico requiere materiales cada vez más sofisticados y especializados.

## Historia
Históricamente, el desarrollo y la evolución de las sociedades han estado íntimamente vinculados a la capacidad de sus miembros para producir y conformar los materiales necesarios para satisfacer sus necesidades. Los prehistoriadores han encontrado útil clasificar las primeras civilizaciones a partir de algunos materiales usados: Edad de Piedra, Edad del Cobre, Edad de Bronce o Edad del Hierro. Esta última secuencia parece universal en todas las áreas, ya el uso del hierro requiere una tecnología más compleja que la asociada a la producción de bronce, que a su vez requiere mayor tecnificación que el uso de la piedra.
Las primeras civilizaciones tuvieron una disponibilidad bastante más reducida de diferentes materiales que las civilizaciones más tecnificadas. Inicialmente solo se disponía de materiales naturales o seminaturales como piedras, madera, arcilla, pieles, otros. Los metales no preciosos raramente se encuentran en la naturaleza, sino que están en formas de minerales y se requiere un proceso de separación del metal puro a partir del mineral correspondiente. Con el transcurso del tiempo, en diversas áreas del planeta se llegó a técnicas para producir materiales con nuevas propiedades superiores a las de los naturales (principalmente aleaciones).
Hace relativamente poco tiempo que los científicos llegaron a comprender la relación entre elementos estructurales de los materiales y sus propiedades. Este conocimiento, adquirido en los últimos 200 años aproximadamente, los ha capacitado, en alto grado, para modificar o adaptar las características de los materiales. Quizá uno de los científicos más relevantes en este campo haya sido Willard Gibbs al demostrar la relación entre las propiedades de un material y su microestructura.
Se han desarrollado decenas de miles de materiales distintos con características muy especiales para satisfacer las necesidades de nuestra moderna y compleja sociedad, se trata de metales, plásticos, vidrios y fibras. Una de las grandes revoluciones de esta ciencia fue el descubrimiento de las diferentes fases térmicas de los metales y, en especial, del acero. Actualmente los adelantos electrónicos más sofisticados se basan en componentes denominados materiales semiconductores.
La historia de la humanidad ha estado ligada estrechamente al tipo de materiales que cada sociedad ha desarrollado. Es por esto que se conocen varias etapas históricas en este sentido, sin que necesariamente exista una fecha exacta, o incluso, dándose en diferentes momentos en las diferentes sociedades humanas.
La Edad de Piedra se refiere entonces al periodo en el que un grupo humano en particular empleaba este material junto con otros de origen natural como la madera o el hueso de forma preponderante. Normalmente se asocia a una etapa poco desarrollada tecnológicamente, lo cual no es necesariamente cierto, ya que culturas que lograron importantes avances culturales como los aztecas o los mayas no superaron formalmente la Edad de Piedra, no por falta de avances, sino por la enorme variedad de materiales pétreos con los que estas sociedades contaban los cuales suplían ampliamente las necesidades que enfrentaron.
La edad de bronce, a la cual algunos se refieren como «edad de los metales» se refiere al uso de metales y aleaciones, cuya importancia radica en que la obtención de ellos requiere de la adquisición de tecnologías metalúrgicas complejas. El bronce es la más famosa de las aleaciones a las que se refiere la historia para referirse a la aparición de culturas clásicas y el acero para la era de la revolución industrial.
Las eras más recientes se conocen como «era de los polímeros», debido a que el uso de los mismos definitivamente se debe a avances en la química de gran complejidad. Los polímeros pueden tener virtualmente cualquier propiedad física, así que su uso se hizo tan masivo que define muy bien a las sociedades modernas (sociedades plásticas).
No obstante la historia, como el desarrollo de materiales, no se detiene. Actualmente se imponen los materiales compuestos, o composites. Formados por la unión de otros.

## Clasificación

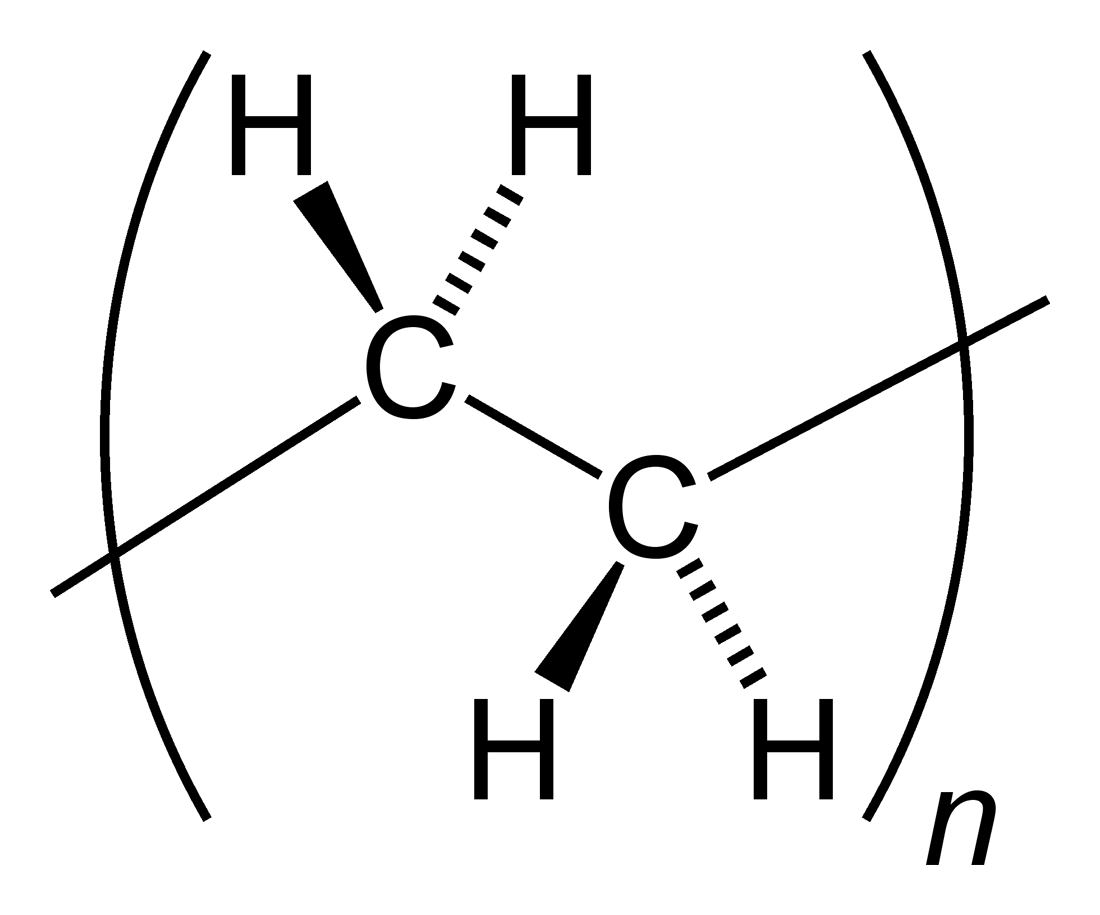
Ejemplo de la estructura de un polímero, el polietileno.

La ciencia de materiales clasifica a todos los materiales en función de sus propiedades y su estructura atómica. Son los siguientes:
- Metales
- Cerámicos
- Polímeros
- Materiales compuestos

Otra clasificación sería en función de sus propiedades, y sería
- Materiales estructurales
- Materiales Funcionales

Estos últimos comprenden los materiales utilizados en las industrias eléctrica, electrónica, informática y de las telecomunicaciones:
- Conductores
- Semiconductores
- Dieléctricos
- Magnéticos
- Ópticos

Algunos libros hacen una clasificación más exhaustiva, aunque con estas categorías cualquier elemento puede ser clasificado.
En realidad en la ciencia de materiales se reconocen como categorías únicamente los metales, los materiales cerámicos y los polímeros, cualquier material puede incluirse en una de estas categorías, así pues los semiconductores pertenecen a los materiales cerámicos y los materiales compuestos no son más que mezclas de materiales pertenecientes a las categorías principales.

## Aplicaciones y relación con la industria

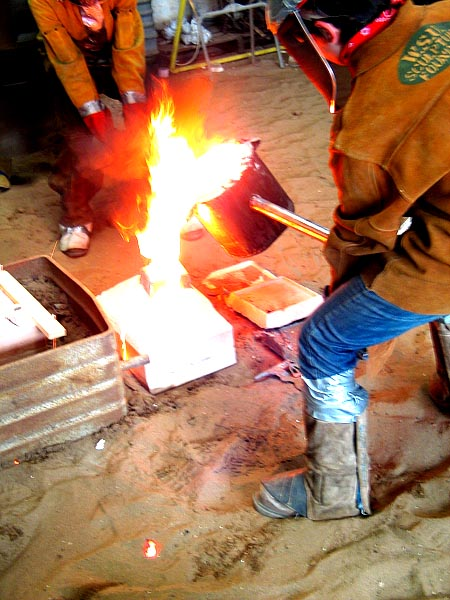
Una de las técnicas relacionada con esta ciencia es el moldeo de lingotes.

El avance radical en la tecnología de materiales puede conducir a la creación de nuevos productos o al florecimiento de nuevas industrias, pero las industrias actuales a su vez necesitan científicos de materiales para incrementar las mejoras y localizar las posibles averías de los materiales que están en uso. Las aplicaciones industriales de la ciencia de materiales incluyen la elección del material, su coste-beneficio para obtener dicho material, las técnicas de procesado y las técnicas de análisis.
Además de la caracterización del material, el científico o ingeniero de materiales (aunque exista diferencia, muchas veces el ingeniero es científico o viceversa) también debe tratar la extracción y su posterior conversión en materiales útiles. El moldeo de lingotes, técnicas de fundido, extracción en alto horno, extracción electrolítica, etc., son parte del conocimiento requerido en un ingeniero metalúrgico o bien un ingeniero industrial para valorar las capacidades de dicho material.
Dejando aparte los metales, los polímeros y las cerámicas son también muy importantes en la ciencia de materiales. Los polímeros son un material primario usado para conformar o fabricar plásticos. Los plásticos son el producto final después de que varios polímeros y aditivos hayan sido procesados y conformados en su forma final. El PVC, polietileno, etc., son ejemplos de plásticos.
En lo que respecta a los cerámicos, se puede citar la arcilla, así como su modelado, secado y cocido para obtener un material refractario.

## Fundamentos

El paradigma de los materiales representado en forma de tetraedro.

Un material se define como una sustancia (en la mayoría de los casos un sólido, pero pueden incluirse otras fases condensadas) que se destina a determinadas aplicaciones. Hay una miríada de materiales a nuestro alrededor; se pueden encontrar en cualquier cosa, desde edificios y coches hasta naves espaciales. Las principales clases de materiales son metales, semiconductores, cerámicas y polímeros. Entre los materiales nuevos y avanzados que se están desarrollando se encuentran los nanomateriales, los biomateriales, y materiales energéticos por nombrar algunos.
La base de la ciencia de los materiales es el estudio de la interacción entre la estructura de los materiales, los métodos de procesamiento para fabricar ese material y las propiedades resultantes del material. La compleja combinación de estos factores produce el rendimiento de un material en una aplicación específica. El rendimiento de un material depende de muchas características a lo largo de muchas escalas de longitud, desde los elementos químicos que lo componen hasta su microestructura y las características macroscópicas del procesado. Junto con las leyes de la termodinámica y la cinética, los científicos de materiales pretenden comprender y mejorar los materiales.

## Ámbitos

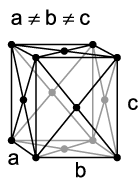
La estructura cristalina es una parte esencial en esta ciencia. Esta, por ejemplo, es del sistema ortorrómbico.

La ciencia de materiales abarca muchísimos temas, desde la estructura atómica, propiedades de los diferentes materiales, procesos y tratamientos. Este sería un resumen a gran escala:
- Estructura atómica y enlaces interatómicos
- Estructura de sólidos cristalinos
- Imperfecciones en estructuras cristalinas
- Procesos de difusión atómica
- Propiedades de los materiales
- Dislocaciones y mecanismos de endurecimiento
- Rotura
- Diagramas de fases
- Transformaciones de fases
- Tratamientos térmicos
- Aleaciones

## Investigación
La ciencia de los materiales es un área de investigación muy activa. Junto con los departamentos de ciencia de materiales, física, química y muchos departamentos de ingeniería están involucrados en la investigación de materiales. La investigación de materiales cubre una amplia gama de temas; la siguiente lista no exhaustiva destaca algunas áreas de investigación importantes.

### Nanomateriales

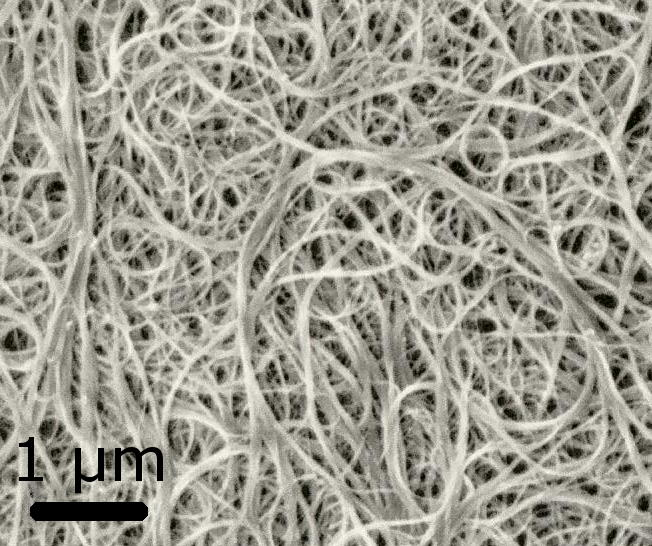
Una imagen de microscopía electrónica de barrido de haces de nanotubos de carbono.

Los nanomateriales describen, en principio, materiales de los cuales una sola unidad tiene un tamaño (en al menos una dimensión) entre 1 y 1000 nanómetros (10−9 metro), pero normalmente es de 1-100 nm. La investigación de nanomateriales adopta un enfoque basado en la ciencia de los materiales para la nanotecnología, utilizando avances en la metrología y la síntesis de materiales, que se han desarrollado en apoyo de la investigación de la microfabricación. Los materiales con estructura a nanoescala a menudo tienen propiedades ópticas, electrónicas o mecánicas únicas. El campo de los nanomateriales está vagamente organizado, como el campo tradicional de la química, en nanomateriales orgánicos (basados en carbono), como los fullerenos, y nanomateriales inorgánicos basados en otros elementos, como el silicio. Ejemplos de nanomateriales incluyen fullerenos, nanotubos de carbono, nanocristales, etc.

### Biomateriales

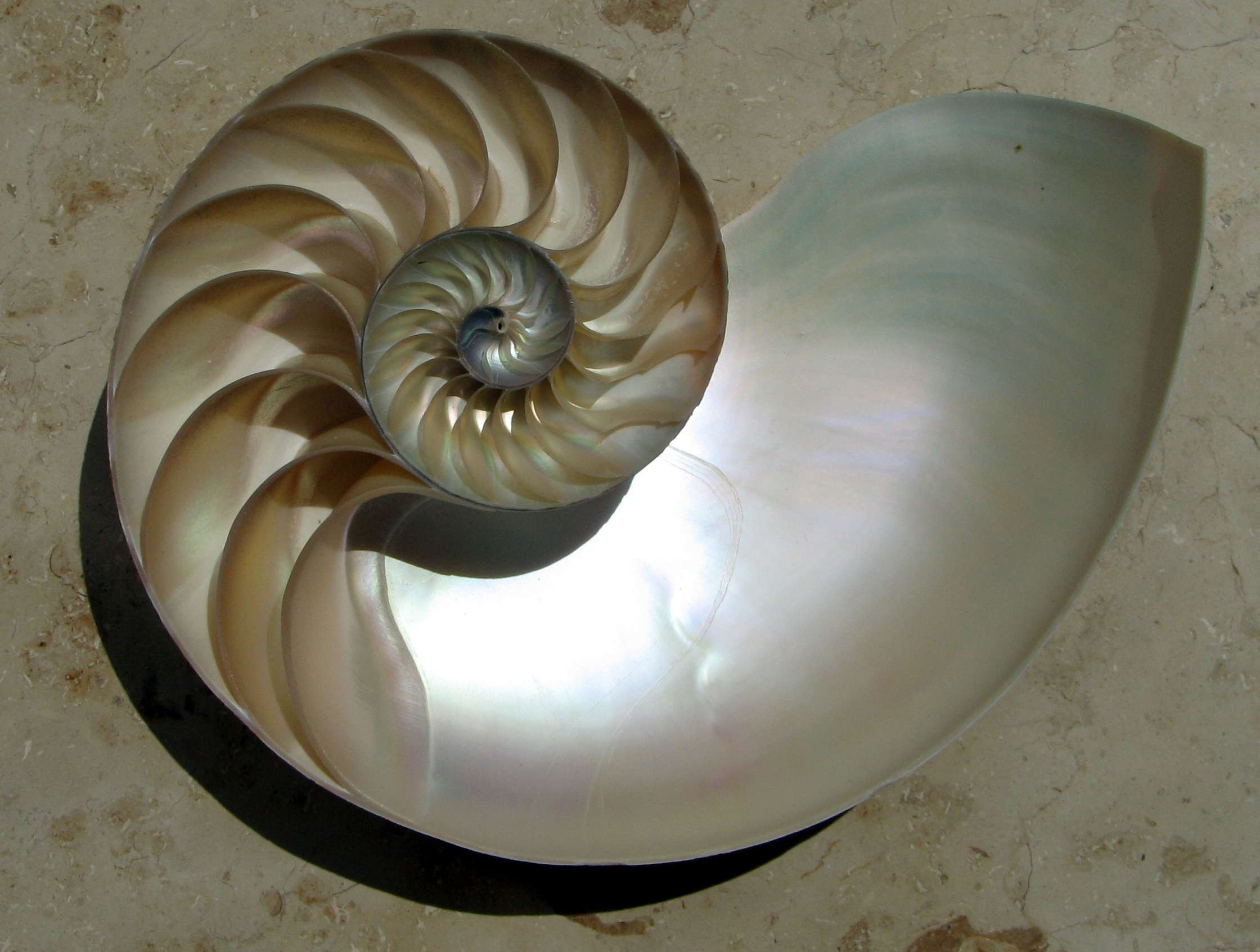
El iridiscente nácar dentro de una concha de nautilus.

Un biomaterial es cualquier materia, superficie o construcción que interactúa con los sistemas biológicos. El estudio de los biomateriales se denomina "ciencia de los biomateriales". Ha experimentado un crecimiento constante y fuerte a lo largo de su historia, con muchas empresas invirtiendo grandes cantidades de dinero en el desarrollo de nuevos productos. La ciencia de los biomateriales abarca elementos de medicina, biología, química, ingeniería de tejidos y ciencia de los materiales.
Los biomateriales pueden derivarse de la naturaleza o sintetizarse en un laboratorio usando una variedad de enfoques químicos usando componentes metálicos, polímeros, biocerámicas o materiales compuestos. A menudo están destinados o adaptados para aplicaciones médicas, como dispositivos biomédicos que realizan, aumentan o reemplazan una función natural. Tales funciones pueden ser benignas, como ser usadas para una válvula cardíaca, o pueden ser bioactiva con una funcionalidad más interactiva como implantes de hidroxiapatita en recubiertos de cadera. Los biomateriales también se utilizan todos los días en aplicaciones dentales, cirugía y administración de fármacos. Por ejemplo, se puede colocar en el cuerpo una construcción con productos farmacéuticos impregnados, lo que permite la liberación prolongada de un fármaco durante un período prolongado de tiempo. Un biomaterial también puede ser un autoinjerto, aloinjerto o xenoinjerto utilizado como material de trasplante de órganos.

### Electrónica, óptica y magnética

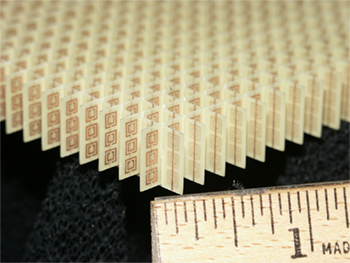
Metamaterial de índice negativo.

Los semiconductores, los metales y las cerámicas se utilizan hoy en día para formar sistemas muy complejos, como circuitos electrónicos integrados, dispositivos optoelectrónicos y medios de almacenamiento masivo magnéticos y ópticos. Estos materiales forman la base de nuestro mundo informático moderno y, por lo tanto, la investigación de estos materiales es de vital importancia.
Los semiconductores son un ejemplo tradicional de este tipo de materiales. Son materiales que tienen propiedades intermedias entre conductores y aislantes. Sus conductividades eléctricas son muy sensibles a la concentración de impurezas, lo que permite el uso de dopaje para lograr propiedades electrónicas deseables. Por lo tanto, los semiconductores forman la base de la computación tradicional.
Este campo también incluye nuevas áreas de investigación como materiales superconductores, espintrónica, metamateriales, etc. El estudio de estos materiales implica el conocimiento de la ciencia de los materiales y la física del estado sólido o física de la materia condensada.

### Ciencia computacional de los materiales
Con los continuos aumentos en el poder de cómputo, se ha vuelto posible simular el comportamiento de los materiales. Esto permite a los científicos de materiales comprender el comportamiento y los mecanismos, diseñar nuevos materiales y explicar propiedades que antes no se entendían bien. Los esfuerzos en torno a la ingeniería computacional integrada de materiales ahora se centran en combinar métodos computacionales con experimentos para reducir drásticamente el tiempo y el esfuerzo para optimizar las propiedades de los materiales para una aplicación determinada. Esto implica simular materiales en todas las escalas de longitud, utilizando métodos como teoría funcional de la densidad, dinámica molecular, Monte Carlo, dinámica de dislocaciones, campo de fase, elemento finito y muchos más.